# Emmapassage

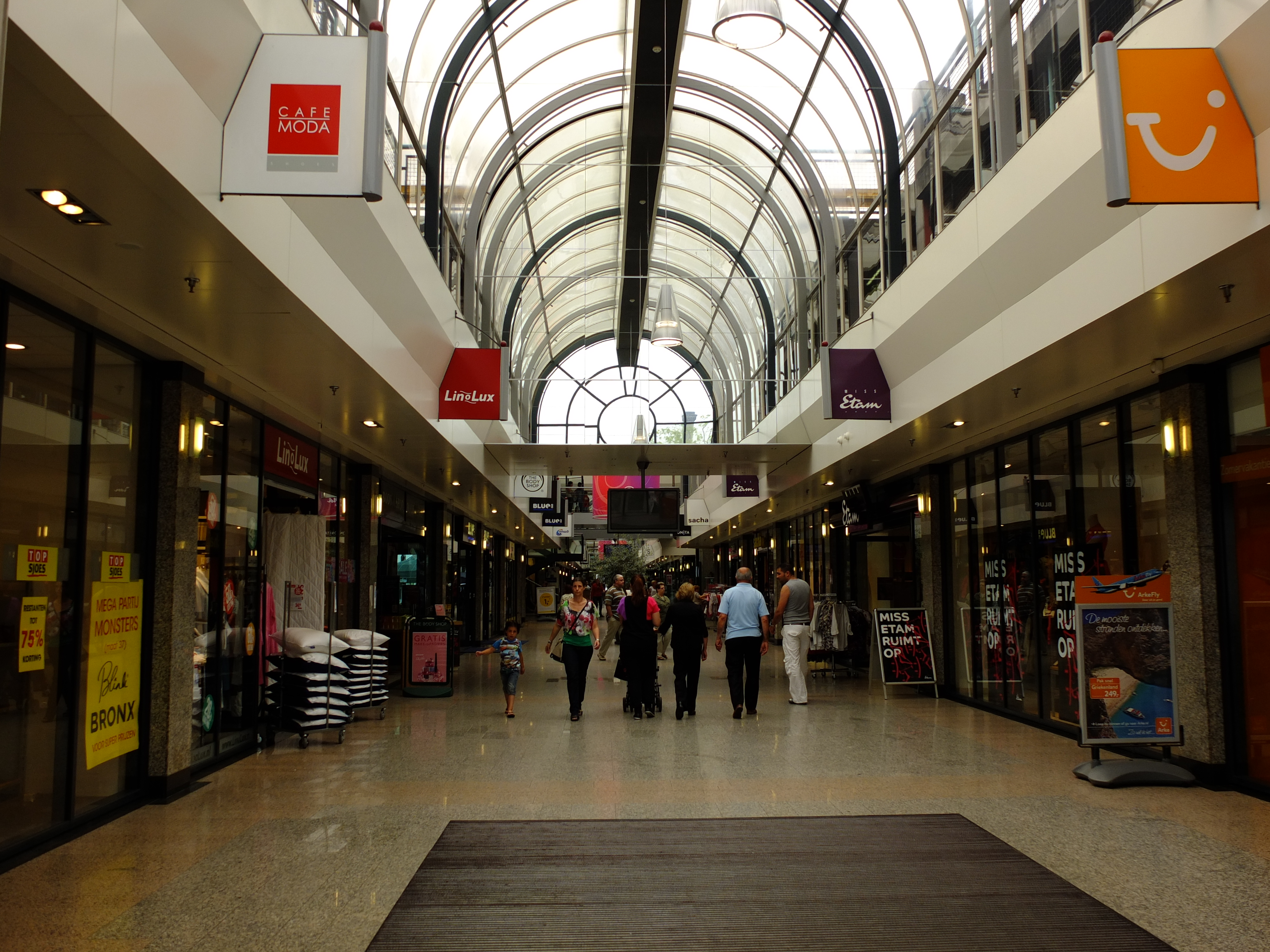
Emmapassage in Tilburg voor de renovatie

De Emmapassage is een winkelcentrum in het centrum van Tilburg. Het winkelcentrum vormt een verbinding tussen het Stadhuisplein (west) en het Piusplein (oost)
Het winkelcentrum, dat dateert uit 1991, had in 2019 een oppervlakte van 5.400m² en biedt ruimte aan zo'n 20 winkels. Het centrum heeft een eigen parkeergarage en parkeerdek met 300 parkeerplaatsen.
Vanaf 2019 is het winkelcentrum gerenoveerd, waarbij de overkapping is verwijderd. De eerste fase van de renovatie werd opgeleverd in februari 2020. De Emmapassage wordt daarna omgedoopt tot Emmastraat. In 2021 krijgt het centrum een verbinding in de noordelijke richting met de Heuvelstraat. Deze verbinding is de Frederikstraat. Na de verbouwing heeft het winkelcentrum een oppervlakte van ca. 10.000m²  en krijgt 170 woningen boven de winkels. Het winkelcentrum is eigendom van Wereldhave.